# All Wrapped Up
All Wrapped Up es una canción de la banda American Head Charge, incluida en su álbum The War Of Art, del año 2001. La canción ocupa la pista 15 del disco, además se lanzó como sencillo promocional junto con "A Violent Reaction" previamente al lanzamiento del álbum. Además se realizó un videoclip que fue dirigido por Thomas Mignone.

## Contenido y letra
La canción comienza con una voz grabada diciendo: "And now with the following collection of..." e inmediatamente comienza la canción. La letra pareciera hablar de una zona en conflicto. "Borrowed dreams of some imagined future" (en español: Sueños prestados de un imaginado futuro.) Después del segundo estribillo la letra pareciese que le habla a alguien que ha traicionado a alguien. "If you must have faith in someone. Trust that Ill push you away" (en español: "Si tienes que tener fe en alguien. Confía en que te empujare".)

## Videoclip
El Videoclip comienza con unas escenas que muestran lo que parece ser un cerdo muerto, cabe decir que de fondo se escucha la introducción previa que en el álbum esta en la pista anterior "Reach And Touch". En el videoclip se observa a un hombre con una furgoneta que "secuestra" a una chica que estaba caminando en la carretera, esto intercalado con imágenes sangrientas e imágenes de la banda tocando en un escenario con una bandera estadounidense de fondo. Se puede destacar que en este videoclip se observa la vestimenta que utilizaba Cameron Heacock durante la época del álbum (sin contar el videoclip extendido de "Just So You Know"), que consistía en un gorro junto con unas antiparras de snowboarding.

## Lista de canciones
Sencillo promocional previo al lanzamiento del álbum:
01. "A Violent Reaction" 3:55
02. "All Wrapped Up" 3:31

## Personal
Cameron Heacock - Vocalista
Chris Emery - Batería
Justin Fowler y Aaron Zilch - Teclados
Wayne Kile y David Rogers - Guitarra
Chad Hanks - Bajo
- Datos: Q97127249